# ヘント〜ウェヴェルヘム2012
ヘント〜ウェヴェルヘム2012は、ヘント〜ウェヴェルヘムの74回目のレース。2012年3月25日に行われ、トム・ボーネンが2年連続3度目の優勝を果たした。

## 参加チーム

### UCIプロチーム
| チーム名                             | 国籍           | コード |
| ------------------------------------ | -------------- | ------ |
| AG2R・ラ・モンディアル               | フランス       | ALM    |
| アスタナ                             | カザフスタン   | AST    |
| BMC・レーシングチーム                | アメリカ合衆国 | BMC    |
| エウスカルテル・エウスカディ         | スペイン       | EUS    |
| FDJ・ビッグマット                    | フランス       | FDJ    |
| ガーミン・バラクーダ                 | アメリカ合衆国 | GRM    |
| グリーンエッジ                       | オーストラリア | GEC    |
| チーム・カチューシャ                 | ロシア         | KAT    |
| ランプレ・ISD                        | イタリア       | LAM    |
| リクイガス・キャノンデール           | イタリア       | LIQ    |
| ロット・ベリソル                     | ベルギー       | LTB    |
| モビスター・チーム                   | スペイン       | MOV    |
| オメガファーマ・クイックステップ     | ベルギー       | OPQ    |
| ラボバンク                           | オランダ       | RAB    |
| レディオシャック・ニッサン・トレック | ルクセンブルク | RNT    |
| チーム・サクソバンク                 | デンマーク     | SAX    |
| チーム・スカイ                       | イギリス       | SKY    |
| ヴァカンソレイユ・DCM                | オランダ       | VCD    |

### 招待チーム
- アクセント・ジョブス - ウィレムス・フェランダス（ ベルギー・ACC）
- コフィディス（ フランス・COF）
- チーム・ヨーロッパカー（ フランス・EUC）
- ファルネーゼ・ヴィーニ - セッレ・イターリア（ イギリス・FAR）
- ランドバウクレディット・ユーフォニー（ ベルギー・LAN）
- プロジェクト 1t4i（ オランダ・PRO）
- トップスポート・フラーンデレン - メルカトル（ ベルギー・TSV）

## 成績
- デインズ〜ウェヴェルヘム 234.6km

| 順位 | 選手名                           | 国籍       | チーム                                      | 時間          |
| ---- | -------------------------------- | ---------- | ------------------------------------------- | ------------- |
| 1    | トム・ボーネン                   | ベルギー   | オメガファーマ・クイックステップ            | 5時間32分44秒 |
| 2    | ペーター・サガン                 | スロバキア | リクイガス・キャノンデール                  | 同            |
| 3    | マティ・ブレシェル               | デンマーク | ラボバンク                                  | 同            |
| 4    | オスカル・フレイレ               | スペイン   | チーム・カチューシャ                        | 同            |
| 5    | エドヴァルド・ボアソン・ハーゲン | ノルウェー | チーム・スカイ                              | 同            |
| 6    | ダニエーレ・ベンナーティ         | イタリア   | レディオシャック・ニッサン                  | 同            |
| 7    | マルコ・マルカート               | イタリア   | ヴァカンソレイユ・DCM                       | 同            |
| 8    | ストゥヴ・シェネル               | フランス   | FDJ・ビッグマット                           | 同            |
| 9    | フィリッポ・ポッツァート         | イタリア   | ファルネーゼ・ヴィーニ - セッレ・イターリア | 同            |
| 10   | ジョヴァンニ・ヴィスコンティ     | イタリア   | モビスター・チーム                          | 同            |
| 72   | 新城幸也                         | 日本       | チーム・ヨーロッパカー                      | +7分08秒      |